# Seekers (religiöse Bewegung)
Seekers (englisch Suchende) waren Gruppen englischer Dissenter, die sich seit den 1620er Jahren bildeten. Ihr Name drückt aus, dass sie nach tieferen Gotteserfahrungen und Ausdrucksweisen des Glaubens suchten, als die Church of England und die herrschende Theologie ihnen boten.

## Geschichte
Bereits lange vor dem englischen Bürgerkrieg hatte sich in England eine „ketzerische Kultur der Unterschicht“ (englisch: lower-class heretical culture) entwickelt. Die Bewegungen, die daraus entstanden, waren kirchenkritisch und oft zugleich gesellschaftskritisch. Eine von ihnen waren die „Seekers“, eine Sammelbezeichnung für spiritualistisch und libertinär geprägte Strömungen. Sie waren von Caspar Schwenckfeld, Angelus Silesius, Sebastian Franck und Dirck Coornhert inspiriert und geprägt worden. Sie waren keine organisierte religiöse Gemeinschaft im heutigen Sinne, erst recht keine Konfession, sondern bestanden aus eher informellen örtlichen Gruppen. Oft entstanden sie aus der Wirksamkeit von Predigern, darunter Theologen und theologische Laien, die auf Wanderungen die Bibel auslegten. Die Teilnahme an einer örtlichen Zusammenkunft der Seeker schloss die Beteiligung in anderen religiösen Gruppe nicht aus. In zeitgenössischen Quellen werden die Seekers oft zusammen mit den Ranters genannt.
Was die Seeker von der Vielzahl nonkonformistischer Gruppen der Zeit des Commonwealth of England unterschied, waren ihre freien, nicht durch Rituale oder gar eine Agende bestimmten Gottesdienste. Ein Zweig der Seekers, die „Waiters“ (Wartenden), hielten ihre Gottesdienste in Stille und warteten auf Offenbarungen Gottes und eine neue Heilsordnung. Dogmen, Kirchliche Ämter und Sakramente lehnten sie ab.
Wenn sogenannten Ketzern Verfolgung oder gar die Hinrichtung drohte, zogen es einige Seeker es vor, ihren Glauben weniger öffentlich auszuüben. Vor allem die in Nordwestengland verbreiteten Seekers schlossen sich den Quäkern an. Insofern zählen die Seekers – mit anderen Dissentern – zu den Wurzeln der Quäker-Bewegung. Andere Seeker und etliche Quäker wanderten ab 1654 nach Rhode Island in einer der Dreizehn Kolonien Nordamerikas aus, wo durch deren Gründer Roger Williams erstmals wirkliche Religionsfreiheit garantiert wurde.